# 庄小威
庄小威（1972年—），生于江苏省如皋市，是一位美国华人生物物理学家，美国国家科学院、美国文理科学院院士，哈佛大学化学与化学生物、物理学教授，创办有庄小威实验室。
她也是霍华德·休斯医学研究所的研究员。

## 早期的生活和教育
1987年，她毕业于苏州中学的科大少年班预备班。1991年，她获得中国科学技术大学物理学学士；1997年，获美国加州大学伯克利分校物理学博士。她在1997年至2001年于斯坦福大学从事博士后研究。

## 事业
从她在哈佛建立自己的实验室开始，她带领研究团队发展超分辨率显微镜技术，识别了个体病毒粒子进入细胞的机理，并用单分子實驗从本质上研究核酸与蛋白的相互作用。
庄博士利用自己开发的超灵敏的光学成像技术来监测单一生物分子和联合体在体外或活细胞内的瞬时行为，主要集中在理解病毒如何进入细胞及核酸-蛋白质相互作用。她拍摄到单一枚感冒病毒如何影响一枚细胞，是首次有科学家记录到这过程。
庄小威34岁成为哈佛的化学和物理双学科正教授，HHMI研究员，她是哈佛物理系和化学系少有的双科教授。
5月14日，庄小威受聘中国科大“大师讲席”教授。2012年5月1日，当选为美国国家科学院院士。

## 奖项
- 2020: 生物医学比尔切克基金会奖(Vilcek Foundation Prize in Biomedical Science)
- 2019: Pearl Meister Greengard Prize[9]
- 2019: 美国国家科学院科学发现奖[10]
- 2019: 生命科学突破奖
- 2015: 中国科学院外籍院士[11]
- 2013: 美国文理科学院院士
- 2012: 美国国家科学院院士
- 2011: 赛克勒奖
- 2010: 马克斯·德尔布吕克奖（英语：Max Delbruck Prize）
- 2007: 美国化学学会纯化学奖（英语：ACS Award in Pure Chemistry）
- 2003: 戴维与露西尔帕卡德基金会（英语：David and Lucile Packard Foundation）
- 2003: 麦克阿瑟奖

## 著作
- B. Huang, W. Wang, M. Bates, X. Zhuang, "Three-dimensional Super-resolution Imaging by Stochastic Optical Reconstruction Microscopy", Science 319, 810-813 (2008)
- M. Bates, B. Huang, G. T. Dempsey, X. Zhuang, "Multicolor Super-Resolution Imaging with Photo-Switchable Fluorescent Probes", Science 317, 1749-1753 (2007)
- M. J. Rust, M. Bates, X. Zhuang, "Sub-diffraction-limit imaging by stochastic optical reconstruction microscopy (STORM)", Nature Methods 3, 793-795 (2006)